# Ian Baker (baloncestista)
Ian Baker (Washington D. C., 9 de febrero de 1993) es un baloncestista estadounidense que pertenece a la plantilla del Atomerőmű SE húngaro. Con 1,85 metros de estatura, juega en la posición de base.

## Trayectoria deportiva

### Universidad
Jugó cuatro temporadas con los Aggies de la Universidad Estatal de Nuevo México, en las que promedió 11,8 puntos, 3,3 rebotes, 3,1 asistencias y 1,2 robos de balón por partido. En 2016 fue incluido en el mejor quinteto absoluto y en el defensivo de la Western Athletic Conference, mientras que en 2017 fue elegido Jugador del Año de la WAC.

### Profesional
Tras no ser elegido en el Draft de la NBA de 2017, firmó un contrato por dos temporadas con el equipo serbio del KK Partizan, pero en septiembre, tras sufrir una prqueña fractura en el pie, rompieron el contrato de mutuo acuerdo. Al mes siguiente fue elegido en la primera ronda del Draft de la NBA G League por los South Bay Lakers.